# ميموري ألفا
ميموري ألفا (بالإنجليزية: Memory Alpha)‏ (تختصر في كثير من الأحيان بMA) هو موقع ويكي يشكل مرجعا موسوعيا للمواضيع ذات الصلة بستار تريك، روايات الكون. بدأت الفكرة عن طريق هاري دوديما ودان كارلسون في سبتمبر، 2003 وانطلق رسميا في 5 ديسمبر من تلك السنة، وهي تستخدم استضافة الويكي التي تديرها ويكيا باستخدام الميدياويكي. وفقا ليونيو، 2007 احتوت ميموري ألفا أكثر من 25000 مادة في النسخة الإنكليزية وحدها، مما يجعلها واحدة من أكبر مشاريع الويكي. الموقع متاح أيضا باللغة الصينية والتشيكية والهولندية والإسبرانتو والفرنسية والألمانية والبولندية والبرتغالية والروسية والصربية والإسبانية والسويدية.
محتويات ميموري ألفا مرخصة تحت رخصة العموميات الخلاقة (CC by-sa-nc)؛ التي لا تسمح بدمج محتوياتها مع رخصة جنو للوثائق الحرة، مما يجعل الموقع أحد المواقع القليلة التي لا تخضع لترخيص جنو للوثائق الحرة في استضافة ويكيا.[بحاجة لمصدر]